# 爱沙尼亚共产党
爱沙尼亚共产党是爱沙尼亚的一个已不存在的共产主义政党。

## 历史
1920年12月5日，该党在俄国共产党（布尔什维克）爱沙尼亚支部中央委员会的基础上成立。早期领导人有维克托·金吉谢普。
1940年，苏联占领爱沙尼亚后，该党成为全联盟共产党（布尔什维克）的爱沙尼亚分支，改名为爱沙尼亚共产党（布尔什维克），并作为爱沙尼亚苏维埃社会主义共和国的执政党。1952年，该党又采用了最初的名称。
1990年，爱沙尼亚共产党内部主张爱沙尼亚独立的多数派宣布脱离苏联共产党的领导，并注册为独立的“爱沙尼亚共产党”，后于1992年更名为爱沙尼亚民主劳动党。党内亲苏联的少数派则组织了爱沙尼亚共产党（苏共），继续接受苏联共产党领导。但在1991年八一九政变失败后，爱沙尼亚共产党（苏共）被爱沙尼亚当局取缔。

## 历任第一书记
1. 卡尔·萨雷（1940年8月28日—1941年9月3日）
2. 尼古拉·卡罗塔姆（1944年9月28日—1950年3月26日）
3. 约翰内斯·凯宾（1950年3月26日—1978年7月26日）
4. 卡尔·瓦伊诺（1978年7月26日—1988年6月16日）
5. 瓦伊诺·韦利亚斯（1988年6月16日—1990年3月25日）
6. 埃恩-阿诺·西拉里（1990年3月25日—1991年8月22日，独立的爱沙尼亚共产党的第一书记）
7. 连比特·安努斯（1990年12月—1991年8月22日，爱沙尼亚共产党（苏共）的第一书记）